# Загадне
Зага́дне (рос. Загадное) — селище у складі Новокузнецького району Кемеровської області, Росія. Входить до складу Терсинського сільського поселення.
Стара назва — Загадний.

## Населення
Населення — 197 осіб (2010; 204 у 2002).
Національний склад (станом на 2002 рік):
- росіяни — 90 %